# John Holloway
John Holloway (ur. 9 grudnia 1878 w Tipperary, zm. 15 października 1950) – brytyjski lekkoatleta.
Brał udział w maratonie na Letnich Igrzyskach Olimpijskich 1904.